# Live from Brixton and Beyond
Live from Brixton and Beyond è il secondo album video del gruppo musicale britannico Asking Alexandria, pubblicato il 15 dicembre 2014 dalla Sumerian Records.
Si tratta dell'ultima pubblicazione del gruppo con Danny Worsnop prima del suo temporaneo abbandono avvenuto nel mese di gennaio 2015.

## Descrizione
Si tratta di un doppio DVD: il primo racchiude l'intera esibizione del gruppo al Brixton Academy di Londra e il relativo dietro le quinte, mentre il secondo racchiude il concerto tenuto al The Wiltern di Los Angeles, tutti i video musicali pubblicati dal gruppo dagli esordi e il cortometraggio Through Sin + Self-Destruction. Riguardo a questa pubblicazione, il chitarrista Ben Bruce ha commentato:

## Tracce
DVD 1 – Live from O2 Academy Brixton
1. Welcome
2. Closure
3. A Lesson Never Learned
4. Breathless
5. Not the American Average
6. A Prophecy
7. If You Can't Ride Two Horses at Once... You Should Get Out of the Circus
8. Dedication
9. Someone, Somewhere
10. Another Bottle Down
11. Reckless & Relentless
12. To the Stage
13. Dear Insanity
14. Run Free
15. Morte et dabo
16. Alerion
17. The Final Episode (Let's Change the Channel)
18. Brixton Behind the Scenes

DVD 2
- Bonus Concert: A Reckless Halloween

1. Welcome
2. Closure
3. A Lesson Never Learned
4. Not the American Average
5. I Was Once, Possibly, Maybe, Perhaps a Cowboy King
6. Morte et dabo
7. Alerion
8. The Final Episode (Let's Change the Channel)

- All Music Videos (2007-2014)

1. Not the American Average
2. Breathless
3. The Death of Me
4. Killing You
5. Moving On
6. Through Sin + Self-Destruction
7. If You Can't Ride Two Horses at Once... Then You Should Get Out of the Circus
8. Run Free
9. Closure
10. A Prophecy
11. The Final Episode (Let's Change the Channel)

## Formazione
- Danny Worsnop – voce
- Ben Bruce – chitarra solista, cori
- Cameron Liddell – chitarra ritmica
- Sam Bettley – basso
- James Cassells – batteria